# Halowe Mistrzostwa Europy w Lekkoatletyce 1975 – bieg na 1500 m mężczyzn
Bieg na 1500 metrów mężczyzn – jedna z konkurencji biegowych rozgrywanych podczas halowych lekkoatletycznych mistrzostw Europy w hali Rondo w Katowicach. Eliminacje zostały rozegrane 8 marca, a bieg finałowy 9 marca 1975. Zwyciężył reprezentant Republiki Federalnej Niemiec Thomas Wessinghage. Tytułu zdobytego na poprzednich mistrzostwach nie obronił Henryk Szordykowski z Polski, który tym razem zajął 6. miejsce.

## Rezultaty

### Eliminacje
Rozegrano 3 biegi eliminacyjne, do których przystąpiło 19 biegaczy. Awans do półfinału dawało zajęcie jednego z pierwszych dwóch miejsc w swoim biegu (Q). Skład finału uzupełniło dwóch zawodników z najlepszym czasem wśród przegranych (q).
Opracowano na podstawie materiału źródłowego.
Bieg 1
| Miejsce | Zawodnik            | Czas   | Uwagi |
| ------- | ------------------- | ------ | ----- |
| 1       | Henryk Szordykowski | 3:45,0 | Q     |
| 2       | Anatolij Mamontow   | 3:45,1 | Q     |
| 3       | Phil Banning        | 3:45,4 | q     |
| 4       | Ruben Sørensen      | 3:49,9 |       |
| 5       | Paul-Heinz Wellmann | 3:51,1 |       |
| 6       | Åke Svenson         | 3:55,5 |       |

Bieg 2
| Miejsce | Zawodnik           | Czas   | Uwagi |
| ------- | ------------------ | ------ | ----- |
| 1       | Thomas Wessinghage | 3:46,3 | Q     |
| 2       | Michał Skowronek   | 3:46,3 | Q     |
| 3       | Werner Meier       | 3:46,5 | q     |
| 4       | Petre Lupan        | 3:46,9 |       |
| 5       | Walter Wilkinson   | 3:48,5 |       |
| 6       | Alain Caron        | 3:53,1 |       |

Bieg 3
| Miejsce | Zawodnik              | Czas   | Uwagi |
| ------- | --------------------- | ------ | ----- |
| 1       | Piotr Anisim          | 3:47,1 | Q     |
| 2       | Gheorghe Ghipu        | 3:47,2 | Q     |
| 3       | Jürgen Straub         | 3:47,7 |       |
| 4       | Francis Gonzalez      | 3:47,9 |       |
| 5       | Lesław Zając          | 3:48,0 |       |
| 6       | Štefan Polák          | 3:48,6 |       |
| 7       | José Antonio Martinez | 4:00,4 |       |

### Finał
Opracowano na podstawie materiału źródłowego.
| Miejsce | Zawodnik            | Czas   |
| ------- | ------------------- | ------ |
| 1       | Thomas Wessinghage  | 3:44,6 |
| 2       | Piotr Anisim        | 3:45,4 |
| 3       | Gheorghe Ghipu      | 3:45,4 |
| 4       | Anatolij Mamontow   | 3:47,0 |
| 5       | Michał Skowronek    | 3:49,1 |
| 6       | Henryk Szordykowski | 3:55,4 |
| 7       | Werner Meier        | 3:58,9 |
| –       | Phil Banning        | DNF    |